# Weiher bei Maulbronn
Weiher bei Maulbronn este o arie protejată (sit de importanță comunitară — SCI, arie de protecție specială avifaunistică — SPA) din Germania întinsă pe o suprafață de 142,73 ha, integral pe uscat.

## Localizare
Centrul sitului Weiher bei Maulbronn este situat la coordonatele 48°59′52″N 8°49′34″E / 48.9978°N 8.8261°E.

## Înființare
Situl Weiher bei Maulbronn a fost declarat arie de protecție specială avifaunistică în martie 2001 pentru a proteja 23 de specii de animale. Situl a fost protejat și ca sit de importanță comunitară în martie 2001.

## Biodiversitate
Situată în ecoregiunea continentală, aria protejată nu include niciun habitat protejat.
La baza desemnării sitului se află mai multe specii protejate de  păsări (23): lăcar-de-rogoz (Acrocephalus schoenobaenus), pescăruș albastru (Alcedo atthis), rață mică (Anas crecca crecca), rață-cu-cap-castaniu (Aythya ferina), buhai de baltă (Botaurus stellaris stellaris), barză neagră (Ciconia nigra), erete de stuf (Circus aeruginosus), porumbel de scorbură (Columba oenas), dumbrăveancă (Coracias garrulus), ciocănitoarea de stejar (Dendrocopos medius), șoimul rândunelelor (Falco subbuteo), muscar-gulerat (Ficedula albicollis), capîntortură (Jynx torquilla), sfrâncioc roșiatic (Lanius collurio), Luscinia svecica cyanecula, Nycticorax nycticorax nycticorax, vultur pescar (Pandion haliaetus), viespar (Pernis apivorus), cormoran mare (Phalacrocorax carbo carbo), ciocănitoare verzuie (Picus canus), Rallus aquaticus aquaticus, Tachybaptus ruficollis ruficollis, nagâț (Vanellus vanellus).